# Babe (canción de Sugarland)
«Babe» —literalmente en español: —nena— es una canción grabada por el dúo de música country estadounidense Sugarland, con voces invitadas de la cantante y compositora estadounidense Taylor Swift. Fue escrito originalmente por Taylor y Patrick Monahan de Train para su álbum de 2012 Red. La canción fue lanzada por Big Machine Records el 20 de abril de 2018, como el segundo sencillo del sexto álbum de estudio de Sugarland, Bigger (2018).

## Antecedentes
Pat Monahan habló por primera vez sobre la canción en 2013 en una entrevista con ABC News Radio. Dijo que cuando le preguntó a Taylor acerca de colaborar en una canción para el siguiente álbum de Train, ella le pidió que escribiera una canción para su álbum, Red. La canción no se incluyó en el álbum, pero cuando Taylor lanza una versión de lujo relanzada de Red, Pat pensó que finalmente se lanzaría. Sin embargo, la canción no fue grabada previamente.
La lista de canciones del álbum, que fue lanzada el 12 de abril, muestra que «Babe» es la única canción del álbum que no han sido coescritas por Kristian Bush y Jennifer Nettles de Sugarland. También marca la segunda canción que Taylor ha escrito para un acto country desde que hizo su transición completa al pop en 2014 (siguiendo «Better Man» de Little Big Town) y la primera canción country en la que se le acredita como artista desde ese momento.
Sugarland dijo a los reporteros en el backstage de la 53.ª edición de la Academy of Country Music Awards que la colaboración se produjo después de que Taylor, quien es fan de Sugarland, llamara al dúo que quería trabajar con ellos. «Ella tuvo la gentileza de acercarse a nosotros cuando escuchó que estábamos volviendo juntos y haciendo una grabación», dijo Bush. «Ella dijo: 'Tengo una canción, ¿te gustaría hacerlo?' Y dijimos '¡Uh, sí!' Estaba un poco ansioso. ¡No quería estropearlo!» Jennifer agregó: «Pero a ella le encantó y quería que [nosotros] formáramos parte de él, lo cual es emocionante. Ella dijo: 'Tengo una canción' y dijimos: 'Está bien, envíela'». El dúo encontró que era una disposición inusual, ya que nunca han presentado a nadie en sus álbumes anteriores. «Así que no estábamos acostumbrados a clasificar eso y no queríamos estropearlo. No se lo dijimos a nadie hasta que lo terminamos y le gustó, gracias a Dios». En un video Taylor publicado en Instagram, ella expresó que está encantada de que la canción «se salga con la suya» y «Sugarland quería grabarla y ha hecho un gran trabajo con ella». La canción alcanzó el número uno en la lista de música country de Apple Music, lo que llevó a Jennifer a publicar un video en Instagram expresando su aprecio por Taylor y su alegría de seguir siendo respaldada por fanáticos después de un largo paréntesis.

## Composición
«Babe» es una acústica, midtempo balada country y pop sobre la ruptura. Según Brittney McKenna de Rolling Stone, la canción «zapateo» se asemeja a la era Speak Now de Taylor. Jennifer maneja las voces principales, mientras que Taylor contribuye a la voz de fondo de la canción, que se puede escuchar haciendo eco en el coro y la parte. Líricamente, la canción se dirige a un antiguo amante.

## Créditos y personal
Créditos adaptados por Tidal.
- Kristian Bush – producción, voz, guitarra acústica
- Jennifer Nettles – producción, voces
- Taylor Swift – voces
- Brandon Bush – producción, voces, asistencia de mezcla
- Julian Raymond – producción
- Zoe Rosen – producción
- Brianna Steinitz – producción
- Adam Chignon – ingeniería de mezcla
- Ted Jensen – maestro de ingeniería
- Tom Tabley – ingeniería
- Lars Fox – ingeniería
- Nik Karpen – asistencia de mezcla
- Sean Badum – asistencia de ingeniería de grabación
- Kevin Kane – asistencia de ingeniería de grabación
- Paul Bushnell – bajo
- Victor Indrizzo – batería
- Tom Bukovac – guitarra eléctrica
- Chris Lord-Alge – mezcla
- Justin Schipper – guitarra de acero

## Posicionamiento en listas
| Listas (2018)                          | Mejor posición |
| -------------------------------------- | -------------- |
| Canadá (Canadian Hot 100)              | 94             |
| Escocia (Scottish Singles Sales Chart) | 64             |
| Estados Unidos (Billboard Hot 100)     | 72             |
| Estados Unidos (Hot Country Songs)     | 8              |
| Nueva Zelanda Heatseekers (RMNZ)       | 10             |
| Reino Unido (UK Download Chart)        | 72             |

## Historial de lanzamientos
| País           | Fecha               | Formato          | Discográfica           | Ref.   |
| -------------- | ------------------- | ---------------- | ---------------------- | ------ |
| Varios         | 20 de abril de 2018 | Descarga digital | Big Machine            | [ 25 ] |
| Estados Unidos | 20 de abril de 2018 | Country radio    | Big Machine, Universal | [ 31 ] |

## Babe (Taylor's Version)
Swift volvió a grabar «Babe», subtitulado «(Taylor's Version)», para su segundo álbum regrabado, Red (Taylor's Version), lanzado el 12 de noviembre de 2021 a través de Republic Records. Swift publicó un fragmento de la regrabación en Twitter un día antes del lanzamiento del álbum. «Babe (Taylor's Version)» presenta trompetas, saxofones y flautas que estaban ausentes en la versión de Sugarland.

### Créditos y personal
- Taylor Swift – voz, composición, producción
- Patrick Monahan – composición de canciones
- Jack Antonoff – producción, guitarra acústica, bajo, guitarra eléctrica, teclados, mellotron, percusión, programación, batería, ingeniería, grabación
- Mikey Freedom Hart – guitarra acústica, celesta, Hammond B3, guitarra eléctrica, guitarra slide, sintetizador, ingeniería
- Sean Hutchinson – batería, percusión, ingeniería
- Evan Smith – flauta, saxofón, ingeniería
- Michael Riddleberger – percusión, ingeniería
- Cole Kamen-Green – trompeta, ingeniería
- Serban Ghenea – mezcla
- Bryce Bordone – ingeniería de mezcla
- David Hart – ingeniería
- John Rooney – ingeniería, asistencia en ingeniería
- Laura Sisk – ingeniería, grabación
- Jon Sher – asistencia de ingeniería
- Lauren Marquez – asistencia de ingeniería

### Posicionamiento en listas
| Listas (2021)                      | Mejor posición |
| ---------------------------------- | -------------- |
| Canadá (Canadian Hot 100)          | 56             |
| Estados Unidos (Billboard Hot 100) | 69             |
| Estados Unidos (Hot Country Songs) | 21             |
| Global 200 (Billboard)             | 71             |